# Benchmade
Benchmade (укр. Бе́нчмейд) — американська компанія, яка займається виготовленням ножів та аксесуарів.